# Mięsień dźwigacz podniebienia miękkiego
Mięsień dźwigacz podniebienia miękkiego (łac. musculus levator veli palatini) – w anatomii człowieka jeden z mięśni poprzecznie prążkowanych wpływających na czynność podniebienia miękkiego. 
Parzysty mięsień na górze przyczepia się do dolnej powierzchni piramidy kości skroniowej. Przyczep górny mięśnia rozpoczyna się także na powierzchni przyśrodkowej części chrzęstnej trąbki słuchowej. Położony jest on do przodu od kanału tętnicy szyjnej. Następnie włókna mięśnia kierują się ku dołowi do przyśrodka i nieco ku przodowi. W tym miejscu mięsień przebiega w dolnym ograniczeniu ujścia gardłowego trąbki słuchowej tworząc wyraźny fałd na błonie śluzowej części nosowej gardła zwany wałem dźwigacza (łac. torus levatorius). Z obu stron dochodzą do tylnego brzegu rozcięgna podniebiennego i kończą się splatając się ze sobą, a także z włóknami innych mięśni.
Mięsień unerwiony jest przez gałązki splotu gardłowego pochodzące od nerwu językowo-gardłowego i nerwu błędnego. Włókna mięśniowe unaczynione są przez gałązki tętnicy twarzowej. 
Mięsień ten unosi podniebienie miękkie i ustawia poziomo aż do zetknięcia z tylną ścianą gardła. Może także nieco napinać podniebienie. Dodatkowo przyczepiając się w okolicy ujścia gardłowego trąbki słuchowej może zamykać (zaciskać) jej ujście gardłowe. Dzięki działaniu mięśnia dźwigacza podniebienia miękkiego możliwy jest prawidłowy akt połykania.